# Associação de Voleibol da Taipé Chinesa
A Associação de Voleibol da Taipé Chinesa  (em inglês: Chinese Taipei Volleyball Association;  em chinêsː 中華民國排球協會, CTVBA) é  uma organização fundada em 1982 que governa a pratica de voleibol na Taipé Chinesa, sendo membro da Federação Internacional de Voleibol e da Confederação Asiática de Voleibol, a entidade é responsável por  organizar  os campeonatos nacionais de  voleibol masculino e feminino no país.